# Viola ircutiana
Viola ircutiana (Russisch: Фиалка иркутская, Fialka irkoetskaja) is een soort uit het geslacht viooltje (Viola). De wetenschappelijke naam werd gepubliceerd door Nikolaj Toertsjaninov in 1842.

## Determinatie
Viola ircutiana is een kleine, vaste plant die slechts 2 tot 6 cm wordt. De bladeren van de soort zijn rond tot ovaal, met een lange bladsteel en een gekartelde bladrand. Het blad is aan de basis hartvormig. De bloemen zijn 10 tot 17 mm lang en helder paarsrood gekleurd. De plant bloeit in mei tot begin juni.

## Verspreiding
Viola ircutiana is endemisch voor Rusland en komt voor in Oblast Irkoetsk, Boerjatië en lokaal in het westen van Oblast Amoer. Beschermde gebieden waar de soort voorkomt zijn Nationaal Park Toenkinski en Nationaal Park Cisbaikal. De soort heeft een voorkeur voor biotopen als graslanden, weidesteppen en randen van berkenbossen.
... · 
V. arvensis (akkerviooltje) · 
V. ×bavarica (middelst bosviooltje) · 
V. biflora (tweebloemig viooltje) · 
V. calcarata (langsporig viooltje) · 
V. canina (hondsviooltje) · 
V. cornuta (hoornviooltje) · 
V. cryana · 
V. curtisii (duinviooltje) · 
V. epipsila · 
V. guestphalica (violette zinkviooltje) · 
V. hirta (ruig viooltje) · 
V. ircutiana · 
V. kusnezowiana · 
V. lutea · 
V. lutea subsp. calaminaria (zinkviooltje) · 
V. lutea subsp. lutea (geel viooltje) · 
V. lutea subsp. elegans ·
V. mirabilis (wonderviooltje) · 
V. odorata (maarts viooltje) · 
V. palustris (moerasviooltje) · 
V. persicifolia (melkviooltje) · 
V. pubescens · 
V. reichenbachiana (donkersporig bosviooltje) · 
V. riviniana (bleeksporig bosviooltje) · 
V. rupestris (zandviooltje) · 
V. tricolor (driekleurig viooltje) · 
...